# Jackie Brandt
Maurice Morning Wills (ur. 28 kwietnia 1934) – amerykański baseballista, który występował na pozycji zapolowego.
W Major League Baseball zadebiutował 21 kwietnia 1956 jako zawodnik St. Louis Cardinals. Następnie grał w New York/San Francisco Giants (1956, 1958–1959), Baltimore Orioles (1960–1965), Philadelphia Phillies (1966–1967) i Houston Astros (1967). Dwukrotny uczestnik Meczu Gwiazd i zdobywca Złotej Rękawicy.
| Nagroda/wyróżnienie | Lata         | Źródło |
| 2× All-Star         | 1961¹, 1961² | [ 1 ]  |
| Gold Glove Award    | 1959         | [ 1 ]  |